# Eden Alene
Eden Alene (heb. עדן אלנה; ur. 7 maja 2000 w Gonen w Jerozolimie) – izraelska piosenkarka.
Zwyciężczyni siódmej edycji programu Ha-Kochaw Ha-Ba (2020). Reprezentantka Izraela w Konkursie Piosenki Eurowizji (2021).

## Życiorys
Mieszka w Kirjat Gat w Izraelu. Pochodzi z rodziny etiopskich żydów.
W styczniu 2018 zwyciężyła w finale trzeciej edycji konkursu wokalnego X Factor Israel. W 2019 uczestniczyła w siódmej edycji konkursu Ha-Kochaw Ha-Ba, który jest jednocześnie preselekcjami do wyboru izraelskiego reprezentanta do Konkursu Piosenki Eurowizji. Zajęła ona w niej pierwsze miejsce, jednocześnie zostając reprezentantką Izraela w 65. Konkursie Piosenki Eurowizji.
4 marca 2020 wystąpiła w finale programu HaSzir HaBa L’Erowizjon, w którym zaśpiewała cztery piosenki. Z utworem „Feker Libi”, który napisała z myślą o swoim chłopaku, Jonathanie, zwyciężyła w finale programu, zostając reprezentantką Izraela w Konkursie Piosenki Eurowizji 2020, który jednak został odwołany przez organizatorów z powodu pandemii COVID-19. 22 marca 2020 nadawca publiczny Kan ogłosił, że Alene będzie reprezentantką kraju w 65. Konkursie Piosenki Eurowizji w 2021. W styczniu 2021 zaprezentowała trzy utwory: „Ue La La”, „La La Love” i „Set Me Free”, ostatecznie największe poparcie telewidzów zdobyła piosenka „Set Me Free”. 18 maja wystąpiła w pierwszym półfinale Eurowizji i z piątego miejsca awansowała do finału, który odbył się 22 maja. Zajęła w nim 17. miejsce po zdobyciu 93 punktów, w tym 20 pkt od telewidzów (20. miejsce) i 73 pkt od jurorów (12. miejsce).
W 2022 roku zdecydowała, wraz ze swoją wytwórnią, nie poszerzyć kontraktu wydawania muzyki, robiąc przerwę od kariery na czas nieokreślony.

## Dyskografia

### Single
| Rok                                                      | Singel                    | Najwyższa pozycja na liście | Najwyższa pozycja na liście | Najwyższa pozycja na liście | Najwyższa pozycja na liście | Najwyższa pozycja na liście | Najwyższa pozycja na liście | Najwyższa pozycja na liście | Najwyższa pozycja na liście | Album                    |
| Rok                                                      | Singel                    | ISR                         | BEL (FL)                    | GRE                         | NLD                         | ICE                         | LTU                         | SWE                         | UK Down.                    | Album                    |
| -------------------------------------------------------- | ------------------------- | --------------------------- | --------------------------- | --------------------------- | --------------------------- | --------------------------- | --------------------------- | --------------------------- | --------------------------- | ------------------------ |
| 2018                                                     | „Better”                  | 10                          | –                           | –                           | –                           | –                           | –                           | –                           | –                           | –                        |
| 2019                                                     | „Save Your Kisses for Me” | –                           | –                           | –                           | –                           | –                           | –                           | –                           | –                           | –                        |
| 2019                                                     | „When It Comes To You”    | –                           | –                           | –                           | –                           | –                           | –                           | –                           | –                           | –                        |
| 2020                                                     | „Feker Libi”              | 3                           | –                           | –                           | –                           | –                           | –                           | –                           | –                           | HaSzir HaBa L’Eurowizjon |
| 2020                                                     | „Ma Ata Over”             | –                           | –                           | –                           | –                           | –                           | –                           | –                           | –                           | –                        |
| 2021                                                     | „Set Me Free”             | 3                           | 81                          | 88                          | 78                          | 38                          | 28                          | 78                          | 100                         | –                        |
| 2021                                                     | „Ue La La”                | –                           | –                           | –                           | –                           | –                           | –                           | –                           | –                           | –                        |
| 2021                                                     | „La La Love”              | –                           | –                           | –                           | –                           | –                           | –                           | –                           | –                           | –                        |
| „–” oznacza, że singel nie był notowany na danej liście. |                           |                             |                             |                             |                             |                             |                             |                             |                             |                          |